# ルイ・ヴィスコンティ
ルイ・ヴィスコンティ（Louis Visconti、1791年2月11日 - 1853年12月29日）はフランスの建築家。